# معبد غارني
```
معبد غارني
 
(
بالأرمنية
: 
Գառնիի տաճար, Gaṙnii tačar
)
 هو المبنى الوحيد المبني من 
الأعمدة
 في العصر اليوناني-الروماني الذي ما زال قائماً في 
أرمينيا
 
والاتحاد السوفيتي السابق
. بني المعبد على 
النظام الأيوني
 في قرية غارني، 
أرمينيا
. ويعتبر أشهر مبنى ورمز لأرمينيا قبل المسيحية.
```

بُنِيَ المبنى من قبل الملك تيريديس الأول في القرن الأول الميلادي معبداً لإله الشمس مير. بعد تحول أرمينيا إلى المسيحية في أوائل القرن الرابع، حُوِّل إلى مصيف ملكي لخوسروفيدوخت، أخت تيريديس الثالث. وفقًا لبعض العلماء، لم يكن المبنى معبدًا بل قبرًا وبالتالي نجا من تدمير المباني الوثنية. انهار في زلزال عام 1679. بدأت عمليات التنقيب في الموقع في أوائل ومنتصف القرن العشرين، وتم إعادة البناء النهائي للمتحف بين عامي 1969 و 1975، باستخدام طريقة التجميع. يعتبر المعبد من أهم مناطق الجذب السياحي الرئيسة في أرمينيا.

## الموقع
يقع المعبد على حافة منحدر مثلث يطل على وادي نهر أزات وجبال جيجام.  هو جزء من قلعة غارني وهي واحدة من أقدم القلاع في أرمينيا،  والتي كانت ذات أهمية إستراتيجية للدفاع عن المدن الرئيسية في سهل أرارات.  ورد ذكره باسم غورنيس (Gorneas) في كتاب الحوليات لتاسيتوس في القرن الأول.  يقع المبنى في قرية غارني بمقاطعة كوتايك الأرمينية، ويضم الموقع الكامل بجانب المعبد، حمامًا رومانيًا بأرضية فسيفساء محفوظة جزئيًا مع نقش يوناني،  وقصر صيفي ملكي، وكنيسة القديس سيون من القرن السابع.

## معرض صور

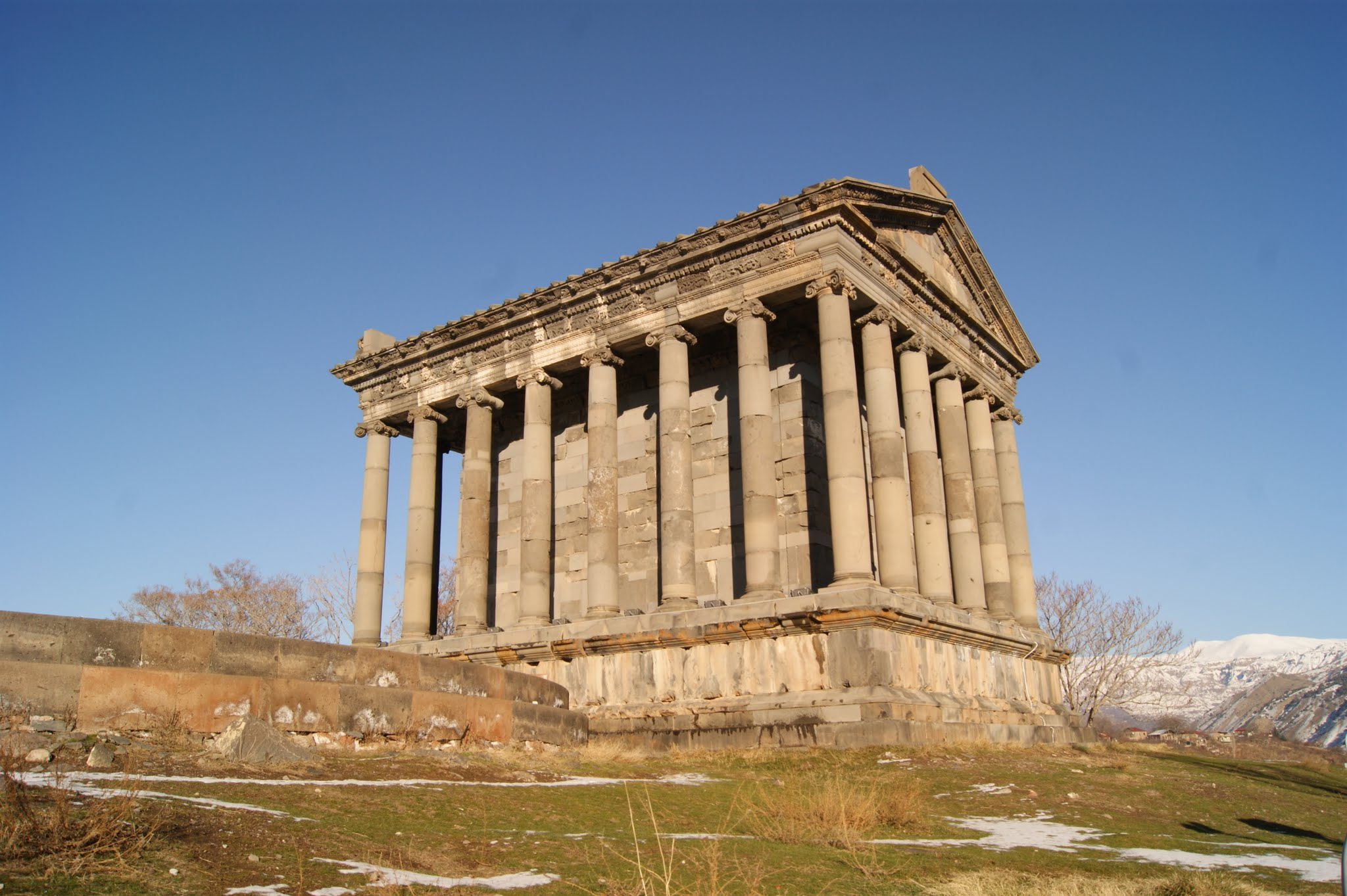
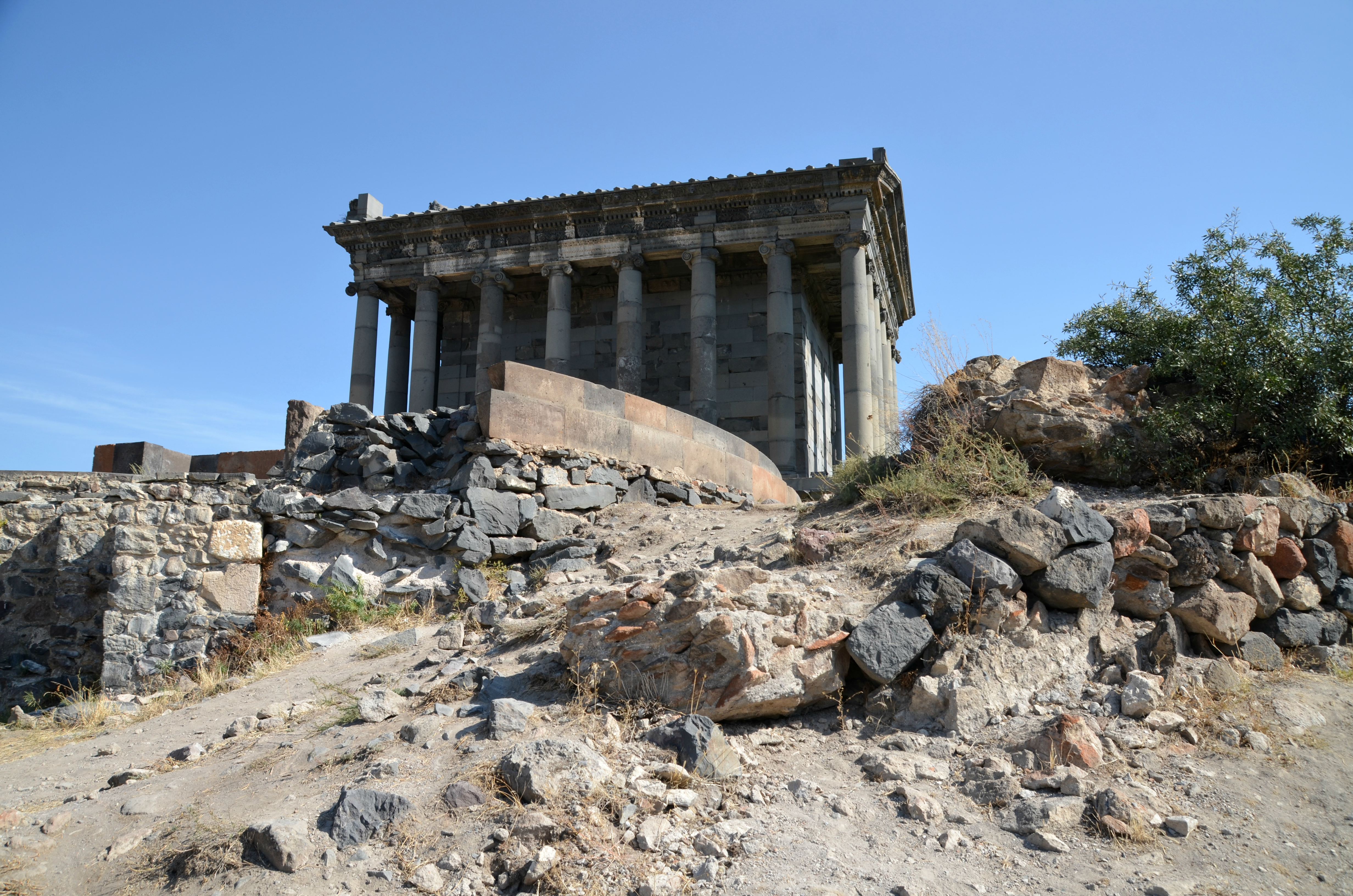
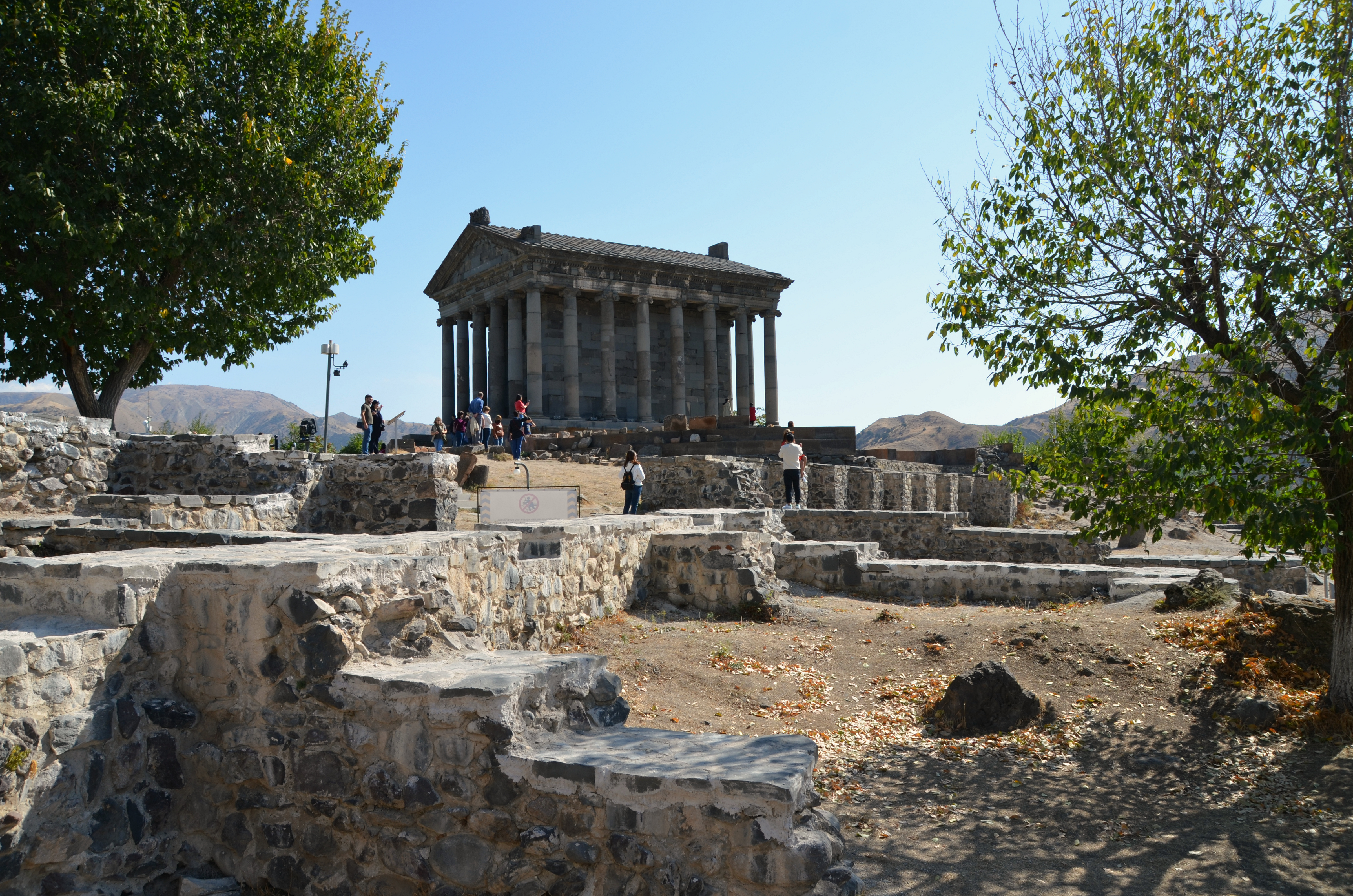
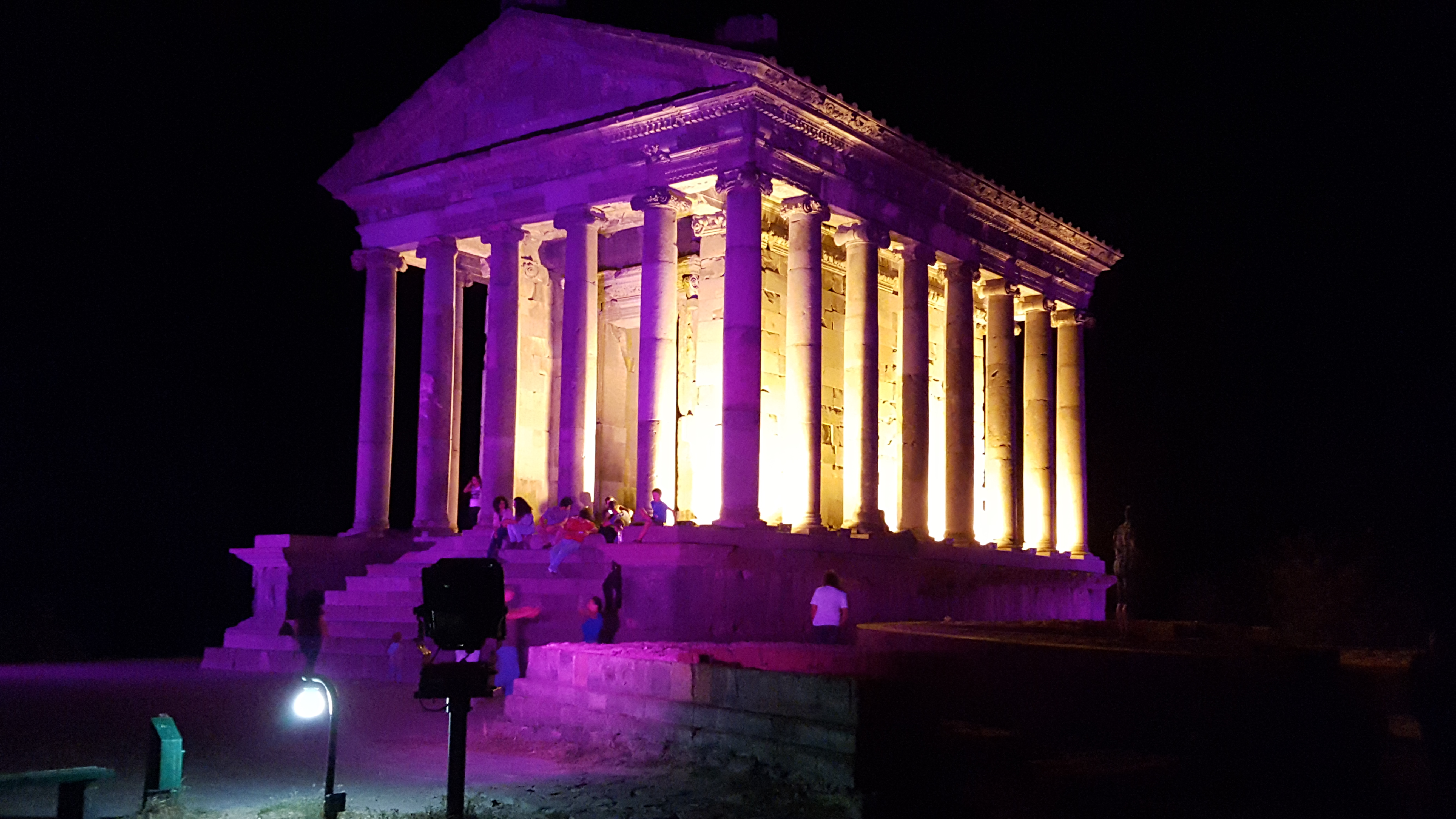
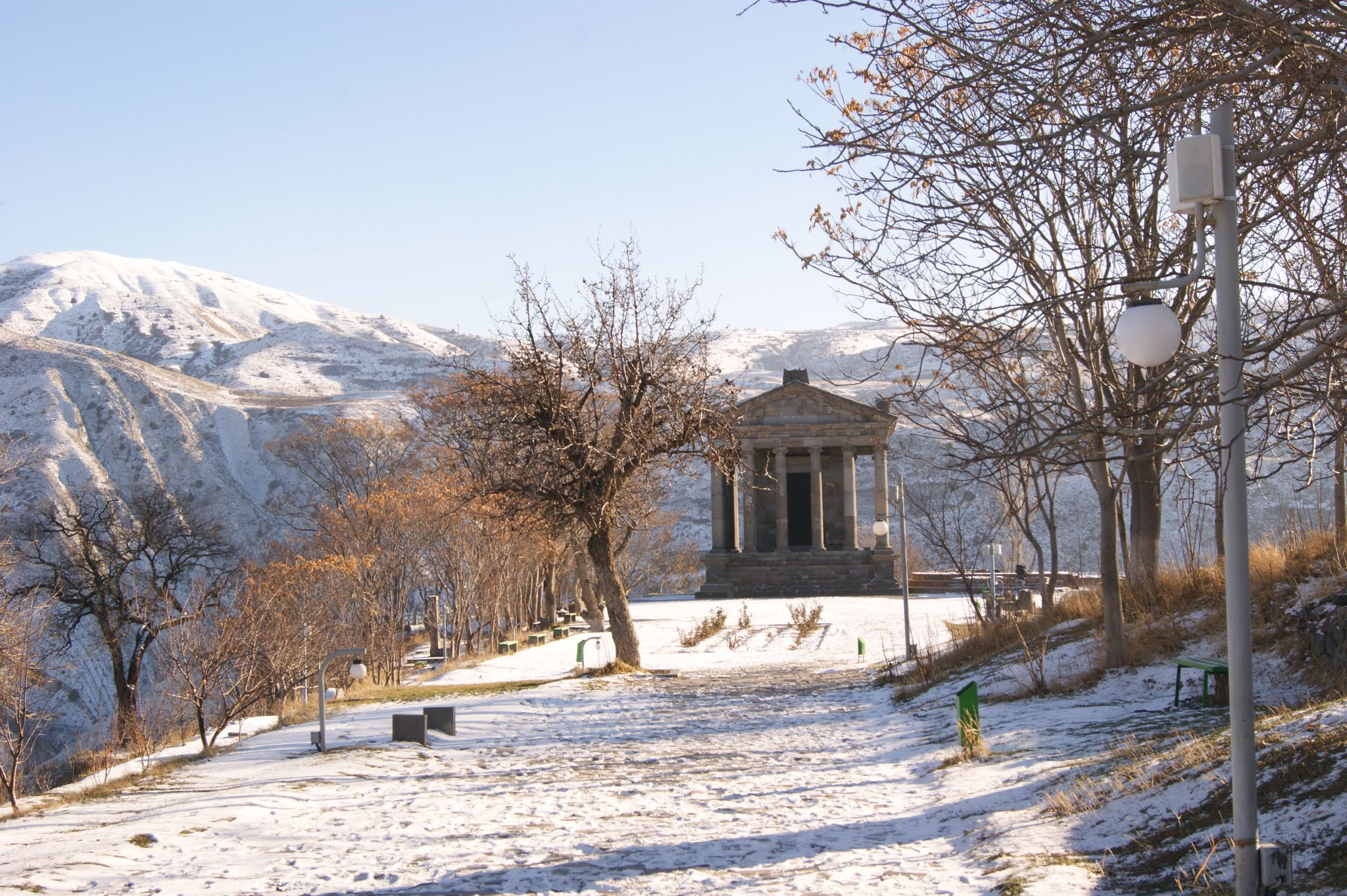
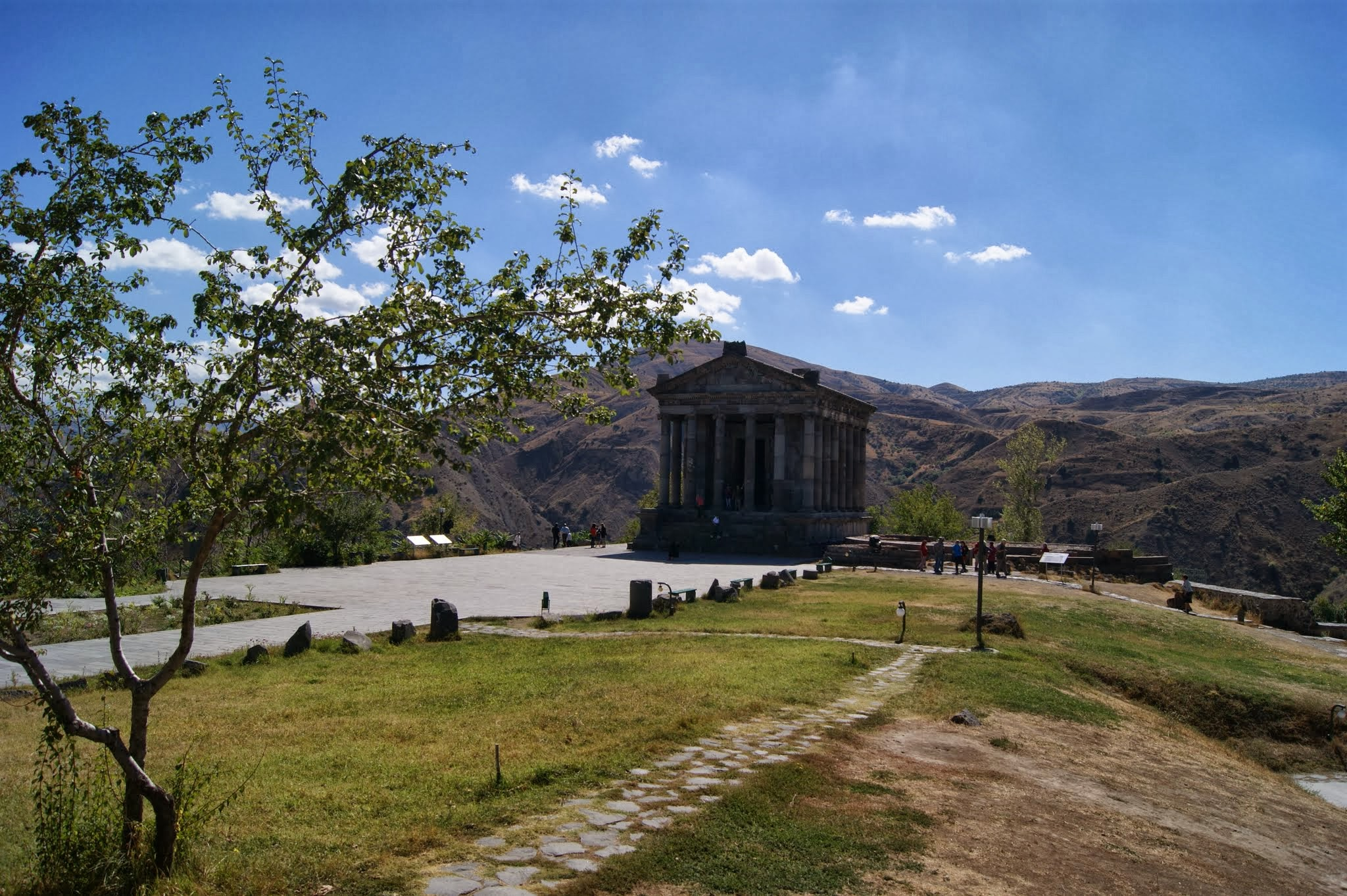
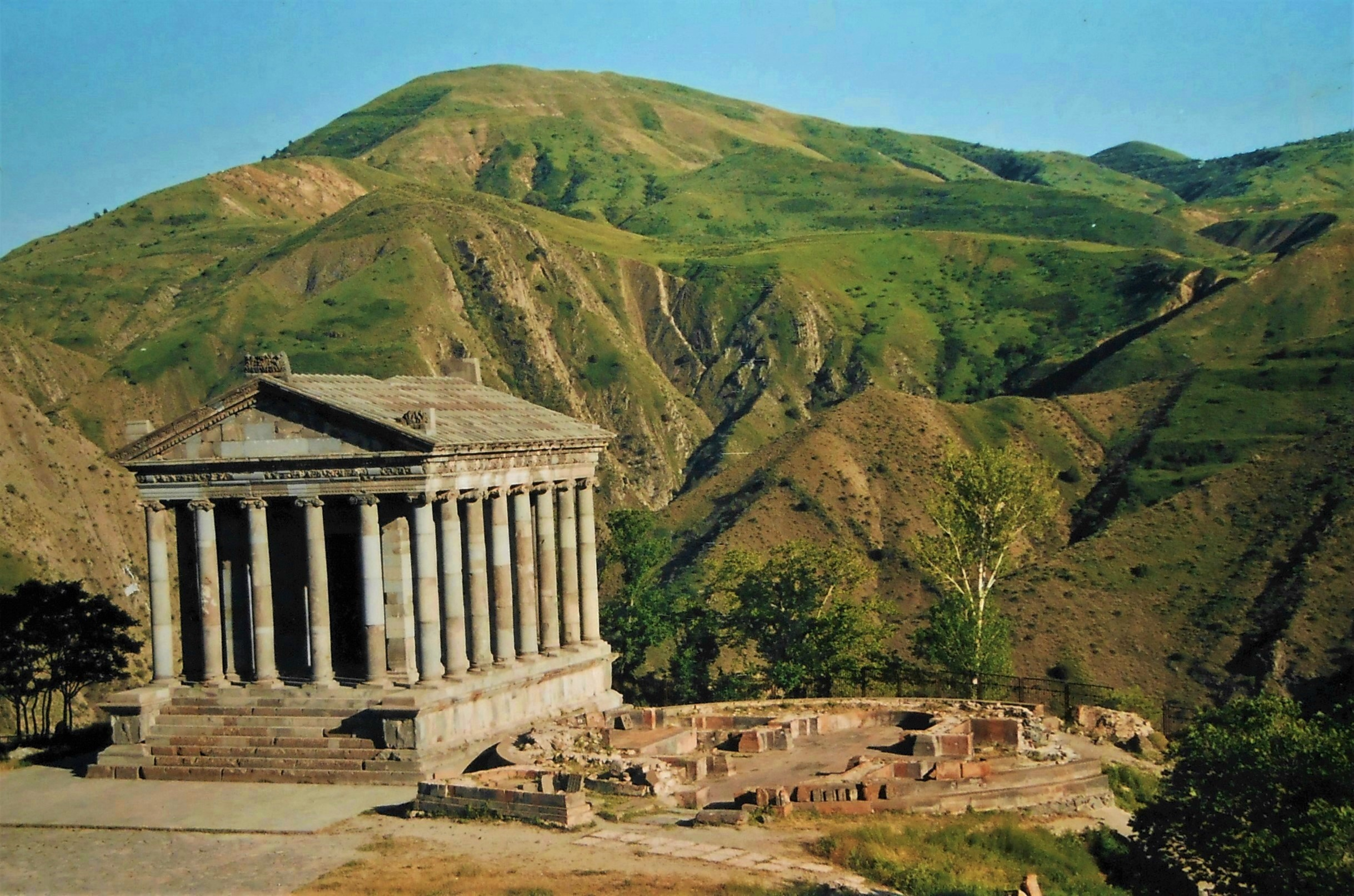
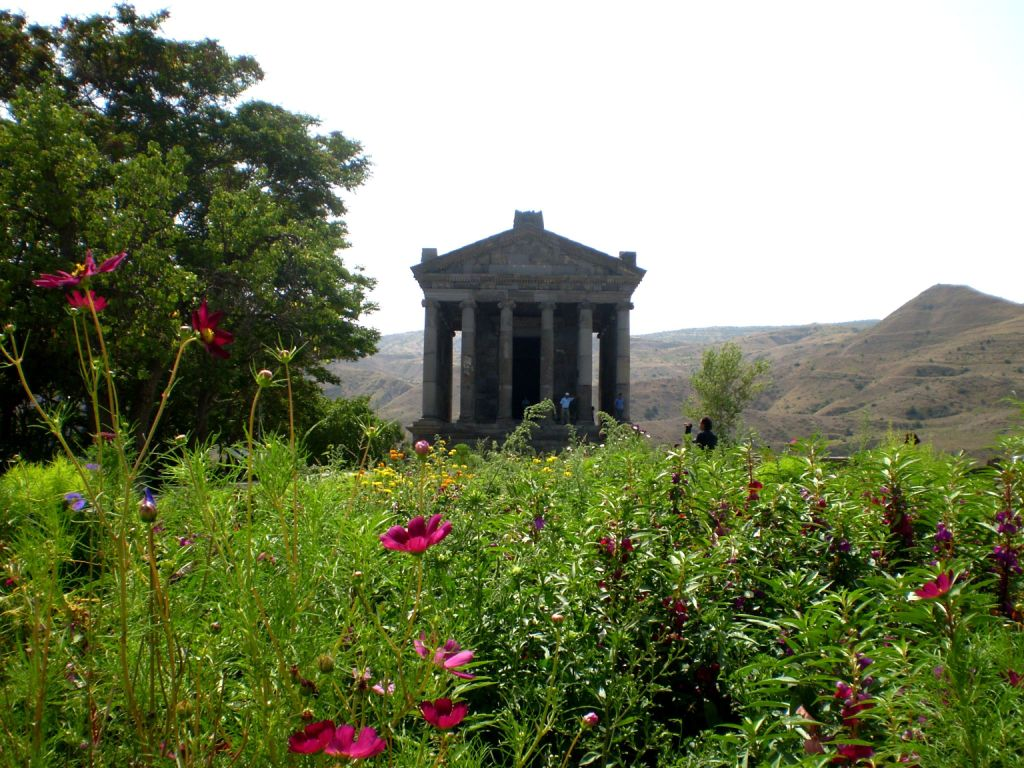
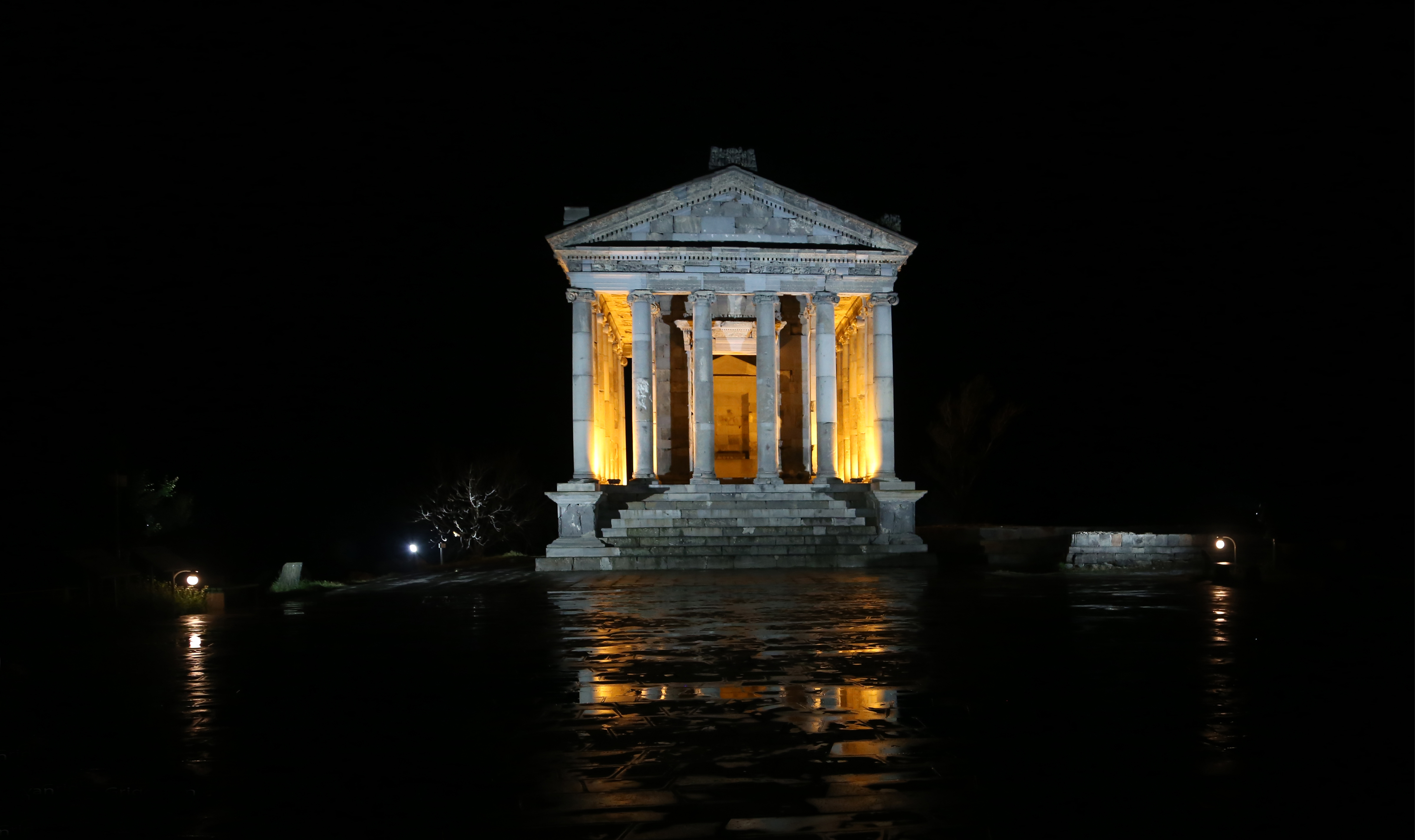